# Nagareyama
Nagareyama (流山市; -shi) é uma cidade japonesa localizada na província de Chiba.
A partir de 1 de outubro de 2020, a cidade tinha uma população estimada em 174.373 habitantes em 70.802 domicílios. A área total da cidade é de 35,28 km2 (13,62 m²), sendo a quinta menor cidade da prefeitura de Chiba.
Recebeu o estatuto de cidade no dia 1 de Janeiro de 1967.

## Geografia
Está localizada na parte noroeste da prefeitura de Chiba, a cerca de 30 quilômetros da cidade de Chiba, capital da prefeitura. Fica entre 20 e 30 km do centro da cidade de Tóquio. Pertence à área de Higashi-Katsushika e está localizada na parte central da antiga arma Higashi-Katsushika. Há bastante vegetação na cidade, com apartamentos e áreas residenciais ficando próximas a regiões com florestas. A taxa de deslocamento é de 33,5% para Tokyo Ward. Tem fortes ligações com Tóquio, contendo muitos moradores conhecidos como "residentes de Chiba Tokyo". A taxa de deslocamento para Kashiwa na mesma área de Higashi-Katsura é de 12,5% (ambos no Censo de 2015).
A área da cidade é longa de norte a sul, e as regiões central e norte da cidade compõem parte da planície de Shimoso, cuja topografia possui uma diferença de altura moderada, e quase toda a região contém uma área residencial e terras agrícolas. O rio Edo flui para norte e sul ao longo da fronteira oeste da cidade, ao longo do rio Edo e na parte sul da cidade é uma planície plana, e a margem oposta do rio Edo é a prefeitura de Saitama. Além disso, o Canal Tone flui na parte norte da cidade. Loewenhorst Muldell, que contribuiu para a abertura do Canal Tone, foi reavaliado principalmente por pesquisadores de história locais que vivem na cidade de Nagareyama, e o Parque À Beira-Mar do Canal Tone da cidade abriga o Monumento de Recitação da cidade.

## Municípios vizinhos

### Chiba
- Matsudo
- Kashiwa
- Noda

### Saitama
- Misato
- Yoshikawa

## Clima
Nagareyama tem um clima subtropical úmido (Köppen Cfa) caracterizado por verões quentes e invernos frios com luz a nenhuma queda de neve. A temperatura média anual em Nagareyama é de 14,8 °C. A média anual de chuvas é de 1370 mm com setembro como o mês mais úmido. As temperaturas são mais altas em média em agosto, em torno de 26,6 °C, e as mais baixas em janeiro, em torno de 4,0 °C.

## Demografia
Segundo dados do censo japonês, a população de Nagareyama aumentou extremamente rapidamente nas décadas de 1960 e 1970, e continua a crescer. Esse crescimento é atribuído às políticas municipais a partir de 2003 através do forte investimento em creches, incluindo um serviço de trânsito na Estação Nagareyama-centralpark, onde os pais podem deixar seus filhos a caminho do trabalho, com as crianças sendo transportadas em ônibus para as creches. Idosos da comunidade local ajudam a cuidar das crianças. Muitos pais dizem que este serviço de trânsito foi uma das maiores razões para eles se mudarem para Nagareyama. Há também muitos eventos locais e espaços comunitários onde crianças e idosos interagem. Há um acampamento de verão para crianças enquanto seus pais trabalham durante as férias. Essas abordagens familiares atraíram jovens pais trabalhadores de Tóquio para Nagareyama.

## Economia
Nagareyama é um centro comercial regional localizada nas proximidades de Chiba e Tóquio. A taxa de deslocamento é de 33,5% para o centro de Tóquio e de 12,5% para Kashiwa.

## História
Durante o período Edo, Nagareyama foi um porto fluvial no rio Edogawa e ficou conhecido por sua produção de mirin, um saquê adoçado usado para cozinhar. Após a Restauração Meiji, a Cidade de Nagareyama foi criada no Distrito de Inba, Prefeitura de Chiba em 1º de abril de 1889 com a criação do moderno sistema de municípios. Em 1º de janeiro de 1952, fundiu-se com a vizinha Cidade Edogawa. Nagareyama foi elevado ao status de cidade em 1º de janeiro de 1967.

## Galeria de Imagens

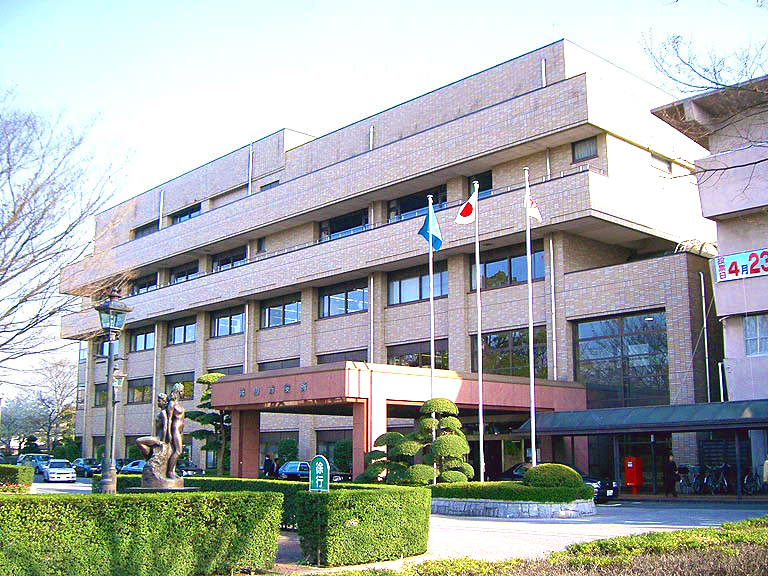
Prefeitura de Nagareyama
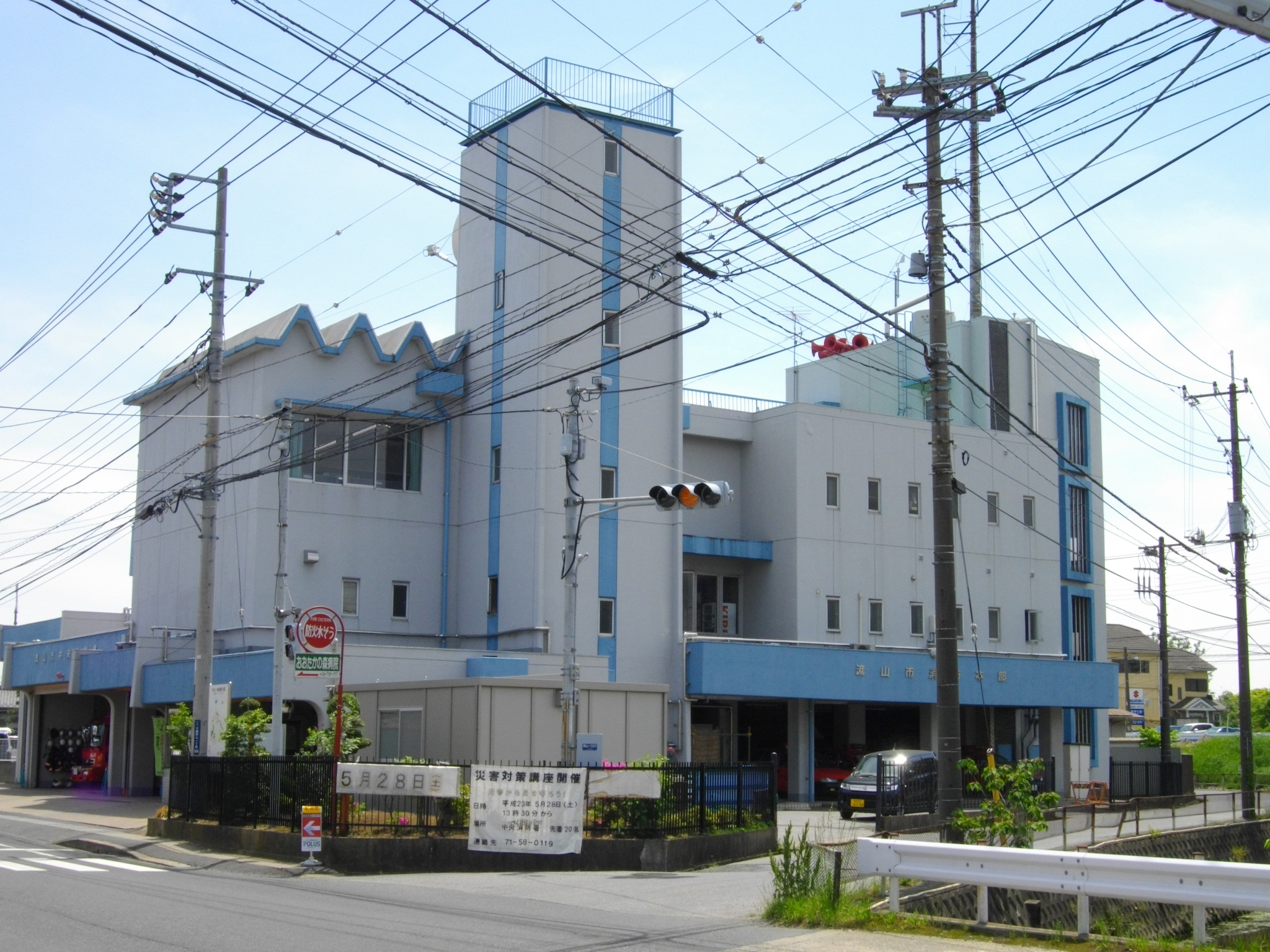
Base do Corpo de Bombeiros de Nagareyama
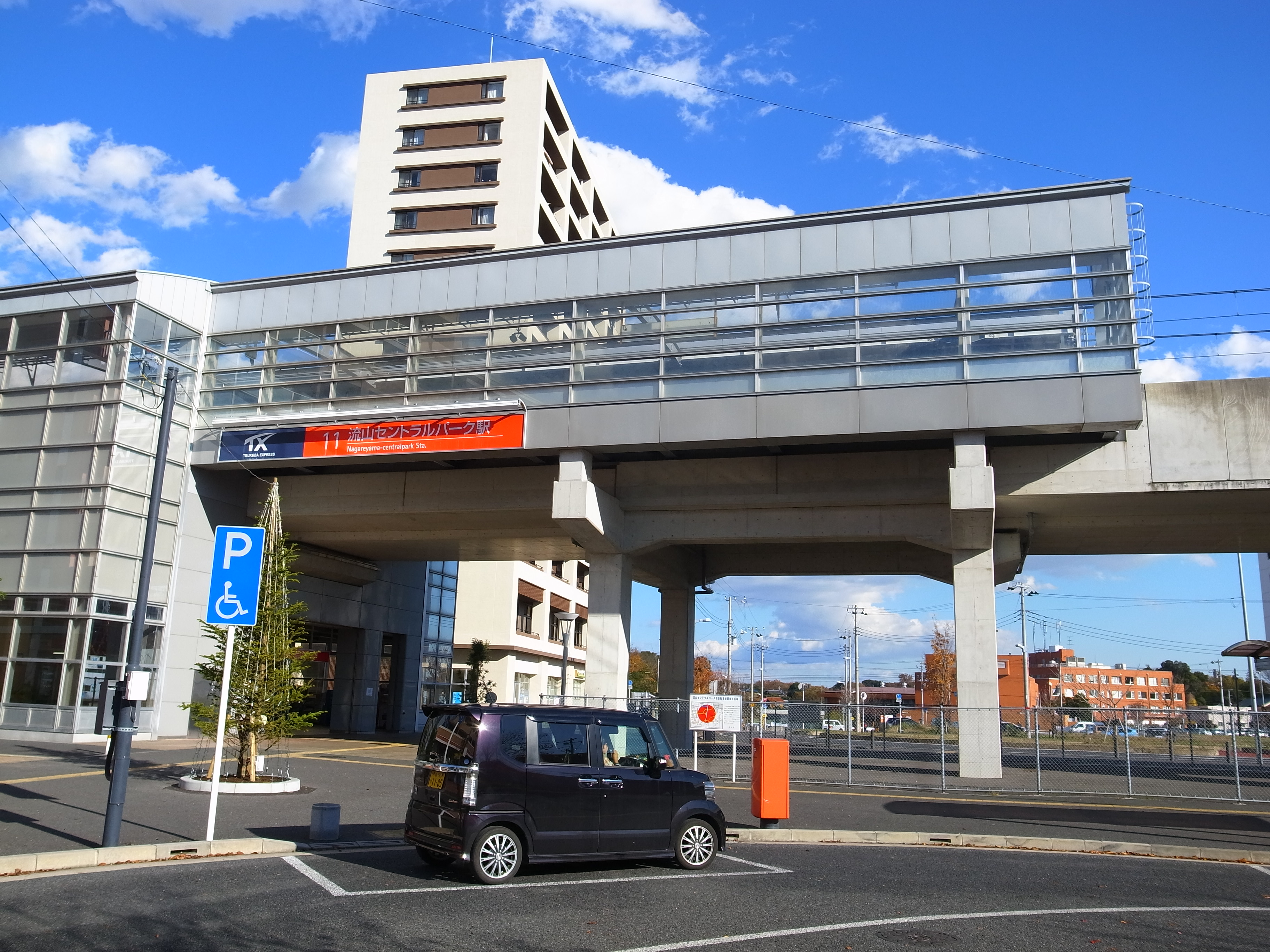
Estação Ferroviária Nagareyama-Central Park
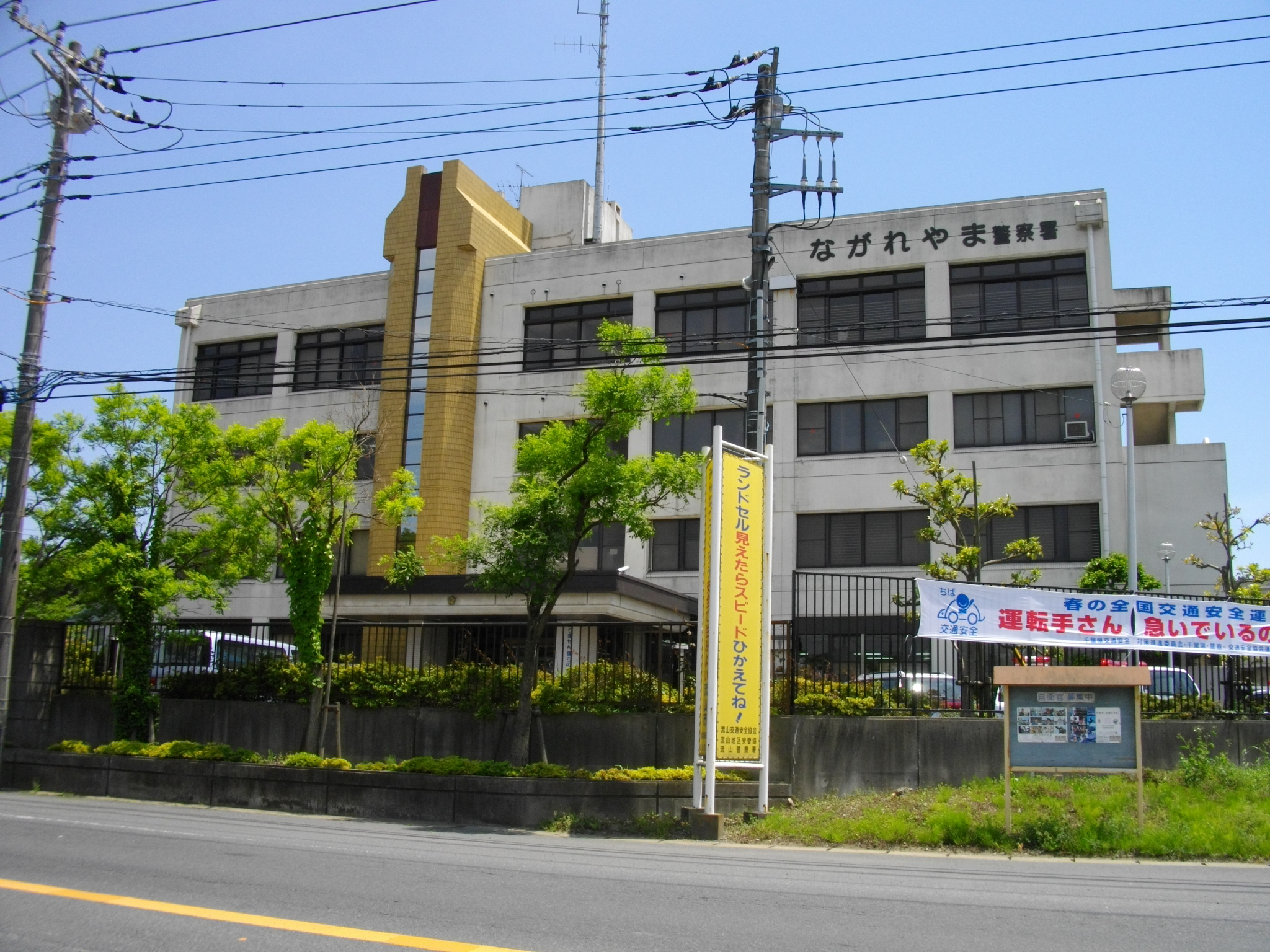
Posto Policial de Nagareyama
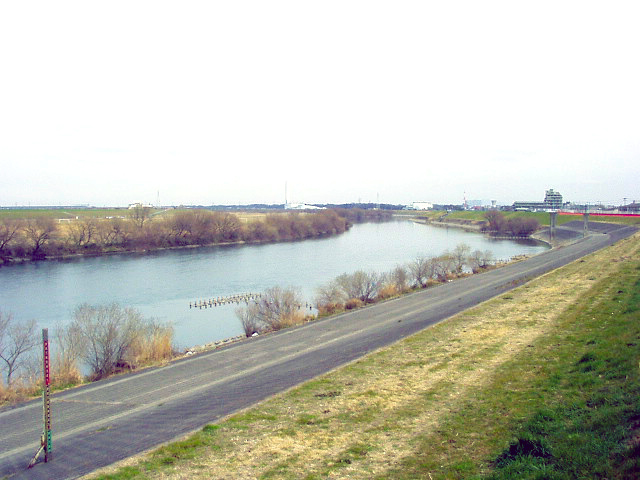
Rio Edogawa em Nagareyama